# Hypocrisias jonesi
Hypocrisias jonesi là một loài bướm đêm thuộc phân họ Arctiinae, họ Erebidae.